# Lijst van mastergraden
Dit is een lijst van meestergraden.
- Master of Personal Financial Planning
- Master by Research
- Master of Accountancy
- Master of Advanced Study
- Master of Applied Mathematical Sciences
- Master of Applied Science
- Master of Architecture
- Master of Arts
  - Master of Arts in Liberal Studies
  - Master of Arts in Strategic Communication Management
  - Master of Arts in Teaching
- Master of Bioinformatics
- Master of Business Administration
- Master of Business
- Master of Business Economics
- Master of Business Informatics
- Master of Chemistry
- Master of City Planning
- Master of Commerce
- Master of Computational Finance
- Master of Computer Applications
- Master of Computer Science
- Master of Communication
- Master of Counselling
- Master of Criminal Justice
- Master in Creative Technologies
- Master of Design
- Master of Divinity
- Master of Economics
- Master of Education
- Master of Educational Technology
- Master of Engineering
- Master of Engineering Management
- Master of Enterprise
- Master of European Law
- Master of Finance
- Master of Financial Economics
- Master of Financial Engineering
- Master of Financial Mathematics
- Master of Fine Arts
- Master of Health Administration
- Master of Health Science
- Master of Humanities
- Master of Industrial and Labor Relations
- Master of International Affairs
- Master of International Business
- Masters in International Economics
- Master of International Public Policy
- Master of International Studies
- Master of Information
- Master of Information Management
- Master of Information System Management
- Master of Islamic Studies
- Master of IT
- Master of Jurisprudence
- Master of Laws
- Master of Studies in Law
- Master of Landscape Architecture
- Master of Letters
- Master of Liberal Arts
- Master of Library and Information Science
- Master of Management
- Master of Mass Communication and Journalism
- Master of Mathematical Finance
- Master of Mathematics
- Master of Mathematics and Computer Science
- Master of Mathematics and Philosophy
- Master of Medical Science
- Master of Medicine
- Masters of Military Art and Science
- Master of Music
- Master of Network and Communications Management
- Master of Occupational Therapy
- Master of Pharmacy
- Master of Philosophy
- Master of Physician Assistant Studies
- Master of Physics
- Master of Political Science
- Master of Professional Studies
- Master of Public Administration
- Master of Public Administration
- Master of Public Affairs
- Master of Public Diplomacy
- Master of Public Health
- Master of Public Policy
- Master of Public Management
- Master of Public Relations
- Master of Quantitative Finance
- Master of Rabbinic Studies
- Master of Real Estate Development
- Master of Religious Education
- Master of Research
- Master of Sacred Music
- Master of Sacred Theology
- Master of Science
  - Master of Science in Applied Cognition and Neuroscience
  - Master of Science in Artificial Intelligence
  - Master of Science in Clinical Epidemiology
  - Master of Science in Computational Cognitive Science
  - Master of Science in Computing Research
  - Master of Science in Cyber Security
  - Master of Science in Education
  - Master of Science in Engineering
  - Master of Science in Development Administration
  - Master of Science in Finance
  - Master of Science in Geology
  - Master of Science in Geography
  - Master of Science in Governance & Organizational Sciences
  - Master of Science in Government Contracts
  - Master of Science in Human-Machine Communication
  - Master of Science in Human Resource Development
  - Master of Science in Information Assurance
  - Master of Science in Information Systems
  - Master of Science in Information Technology
  - Master of Science in Leadership
  - Master of Science in Management
  - Master of Science in Nursing
  - Master of Science in Project Management
  - Master of Science in Quality Assurance
  - Master of Science in Risk Management
  - Master of Science in Supply Chain Management
  - Master of Science in Teaching
  - Master of Science in Taxation
- Master of Social Science
- Master of Social Work
- Master of Statistics
- Master of Studies
- Master of Surgery
- Master of Theological Studies
- Master of Technology
- Master of Theology
- Master of Urban Planning
- Master of Veterinary Science

Bachelor-masterstructuur